# Franz Stade
Carl Adolph Franz Stade (* 15. September 1855 in Jena; † 20. Juli 1942 in Dresden) war ein in Leipzig wirkender deutscher Architekt, Hochschullehrer und Fachbuchautor.

## Wirken und Bedeutung
Franz Stade, ein Sohn des Altenburger Hofkapellmeisters Wilhelm Stade, war zunächst Lehrer an der Königlich-Sächsischen Baugewerkenschule Leipzig, dann Professor und von 1911 bis 1923 Rektor dieser Anstalt. Leben und Wirken Stades als Architekt und Hochschullehrer sind bisher nicht erforscht.
Weit überregionale und bis in die Gegenwart andauernde Bedeutung erlangte Stade zu Beginn des 20. Jahrhunderts als Autor von reich illustrierten Fachbüchern aus Teilgebieten des Bauwesens, die als „Lehrbücher zum Selbstunterrichte“ (so die Untertitel) gedacht waren. Die Werke bilden heute eine bautechnikgeschichtliche Grundlage zum baukonstruktiven Verständnis und für die Instandsetzung von Bauwerken der Gründerzeit, was zahlreiche seit 1989 erschienene Nachdrucke belegen.
Stade war ab etwa 1899 zudem Herausgeber der in 19 Bänden im Verlag Moritz Schäfer erschienenen Reihe „Die Schule des Bautechnikers“, in der er auch die eigenen Werke veröffentlichte.

## Privates
Franz Stade verehelichte sich am 8. März 1886 in Dresden mit Anna Helma Stenz.

## Schriften (Auswahl)
- Die Holzkonstruktion. Lehrbuch zum Selbstunterrichte. Verlag von Moritz Schäfer, Leipzig 1904. (Inhaltsverzeichnis) 
  - Nachdrucke:
  - Zentralantiquariat der DDR, Leipzig 1989, ISBN 978-3-7463-0169-3.
  - Werner Verlag, Düsseldorf 1989, ISBN 3-8041-3161-1.
  - Reprint-Verlag Leipzig, Holzminden 1994, ISBN 978-3-8262-1901-6.
  - Reprint-Verlag Leipzig, 1996, ISBN 9783826219016.
  - Bechtermünz Verlag im Weltbild Verlag, Augsburg 1997, ISBN 3-86047-252-X.
  - Weltbild Verlag, Augsburg 1999, ISBN 9783860475720.
  - Reprint-Verlag Leipzig, Darmstadt 2011, ISBN 978-3-8262-3002-8.
  - Reprint-Verlag Leipzig in Primus Verlag, Darmstadt 2013, ISBN 9783826230530.
  - Nikol Verlag, Hamburg 2022, ISBN 978-3-86820-695-1.

- Die Steinkonstruktionen. Lehrbuch zum Selbstunterrichte. Leipzig 1907. (BooksGoogle)
  - Nachdrucke:
  - Reprint-Verlag Leipzig, Holzminden 2002, ISBN 978-3-8262-1922-1.
  - Salzwasser Verlag, Paderborn 2012, ISBN 978-3-8460-2214-6.
  - Reprint-Verlag Leipzig, Darmstadt 2013, ISBN 978-3-8262-3047-9.